# امانوئل پسری
امانوئل پسری (انگلیسی: Emanuele Pesaresi؛ زادهٔ ۱۰ دسامبر ۱۹۷۶) بازیکن فوتبال اهل ایتالیا است.
از باشگاه‌هایی که در آن بازی کرده‌است می‌توان به باشگاه ورزشی لاتزیو، باشگاه فوتبال تورینو، باشگاه فوتبال کیه‌وو ورونا، باشگاه فوتبال آنکونا، باشگاه فوتبال کرمونزه، باشگاه فوتبال سمپدوریا، باشگاه فوتبال تریستیانا، باشگاه فوتبال دلفینو پسکارا، باشگاه فوتبال بنفیکا، باشگاه فوتبال ناپولی، و باشگاه فوتبال ترنانا اشاره کرد.
وی همچنین در تیم‌های ملی فوتبال زیر ۱۹ سال ایتالیا و زیر ۲۱ سال ایتالیا بازی کرده‌است.